# Nicola Ignarra
L’abbé Nicola Ignarra est un antiquaire et archéologue italien, né à Pietrabianca dans la province de Reggio de Calabre, le 21 septembre 1728 et mort à Naples le 6 août 1808.

## Biographie
Nicola Ignarra est né à Pietrabianca dans la province de Reggio de Calabre le 21 septembre 1728.
Nicola Ignarra reçoit les premières leçons de son oncle, Filippo Scutari, homme instruit et curé de St-Jean de Teduccio. À l’âge de dix ans il est admis comme élève dans le collège ou séminaire dit Urbano, du cardinal Giuseppe Spinelli, alors archevêque de Naples. Il y étudie les langues, les lettres et les sciences professées par Alessio Simmaco Mazzocchi. À l'âge de vingt ans, Il est chargé d’enseigner la langue grecque et la poétique aux élèves du séminaire et lorsqu’en 1755 le roi Charles III crée l'académie herculanaise il fait partie des quinze enseignants choisis. En 1763, il remplace Mazzocchi dans la chaire de l’université royale, estinée à l’interprétation de l’Écriture sainte et en 1771, il devient professeur émérite. En 1782 il devient directeur de l’imprimerie royale et deux ans après, le roi le donne pour précepteur au prince héréditaire, François de Bourbon. En 1794, Nicola Ignarra est promu à un canonicat de la cathédrale de Naples.
À partir de soixante-dix ans, il commence « ... comme son maître Mazzocchi, à affaiblir son esprit et sa maladie devint si grande que dans les dernières années de sa vie il devint complètement oublieux, oubliant même les noms de ses parents et amis les plus chers, des livres et des auteurs ».
Nicola Ignarra est mort à Naples le 6 août 1808 à l'âge 80 ans et est inhumé à côté de Mazzocchi dans l’ église Ste-Restituta et son neveu consacra sa tombe par une inscription latine gravée sur le marbre.

## Œuvres
- De palæstra neapolitana commentarius, Naples, 1770 ; livre plein d’érudition grecque, latine et italienne, et qui surpassa de beaucoup ce qu’avant lui avaient écrit sur le même sujet Lasena, Aulisio, et tout le gymnase napolitain.
- Doctissimi Mazzocchi vita, Naples, 1778 ; la même année il publia ce que Mazzocchi avait laissé en manuscrit pour le troisième volume de son Spicilegium biblicum.
- De fratriis neapolitanis ; ouvrage dans lequel il démontre péremptoirement, contre l’avis de Reinesius, de Vandali, de Fabretti et de Martorelli, que les anciennes associations, appelées Fratriæ, n’étaient point des confréries religieuses, mais des sociétés politiques usitées chez les Grecs.
- Opusculi, Naples, 1807 ; ce volume se compose de dissertations, d’inscriptions, de vers latins et de lettres à divers personnages.